# 튼튼 생활체조
《튼튼 생활체조》는 2013년 10월 21일부터 2017년 1월 4일까지 방송되었던 시사교양 프로그램이다.

## 개요
한국방송공사와 문화체육관광부가 남녀노소 누구나 쉽게 따라 할 수 있는 생활 속의 간단한 체조 동작을 소개함으로써 생활체육의 활성화와 건강한 사회기풍의 조성에 기여할 수 있도록 기획한 프로그램으로, 2009년 4월에 종영한 《새천년 건강체조》의 후속작이다. 체조는 연세대학교 스포츠레저학과 원영신 교수가 개발했으며, 조선 시대의 선비들이 실천해온 활인심방을 현대적으로 재해석했다.

## 방송 시간
| 방송 채널 | 방송 기간                         | 방송 시간                       |
| --------- | --------------------------------- | ------------------------------- |
| KBS 1TV   | 2013년 10월 21일 ~ 2015년 4월 3일 | 매주 평일 오전 10시 55분 ~ 11시 |
| KBS 1TV   | 2015년 4월 6일 ~ 2017년 1월 4일   | 매주 평일 오후 3시 55분 ~ 4시   |

## 진행자
| 역대 | 진행자 | 진행 기간                           |
| ---- | ------ | ----------------------------------- |
| 1대  | 오정연 | 2013년 10월 21일 ~ 2014년 11월 14일 |
| 2대  | 정다은 | 2015년 3월 2일 ~ 2016년 4월 8일     |
| 3대  | 박은영 | 2016년 5월 16일 ~5월 20일           |
| 4대  | 김기만 | 2016년 7월 4일 ~ 2017년 1월 4일     |

## 같이 보기
- 국민건강체조